# Anchotatus danae
Anchotatus danae är en insektsart som först beskrevs av Liana 1972.  Anchotatus danae ingår i släktet Anchotatus och familjen Proscopiidae. Inga underarter finns listade i Catalogue of Life.